# ジャラールッディーン・メングベルディー
ジャラールッディーン・メングベルディー（ペルシア語: جلال الدين منكبرتي Jalāl al-Dīn Menguberdī、1199年 - 1231年8月15日）は、ホラズム・シャー朝の第8代スルターン（在位：1220年 - 1231年）。『元史』では札闌丁、『元朝秘史』では札剌勒丁莎勒壇と音写される。

## 生涯

### 若年期

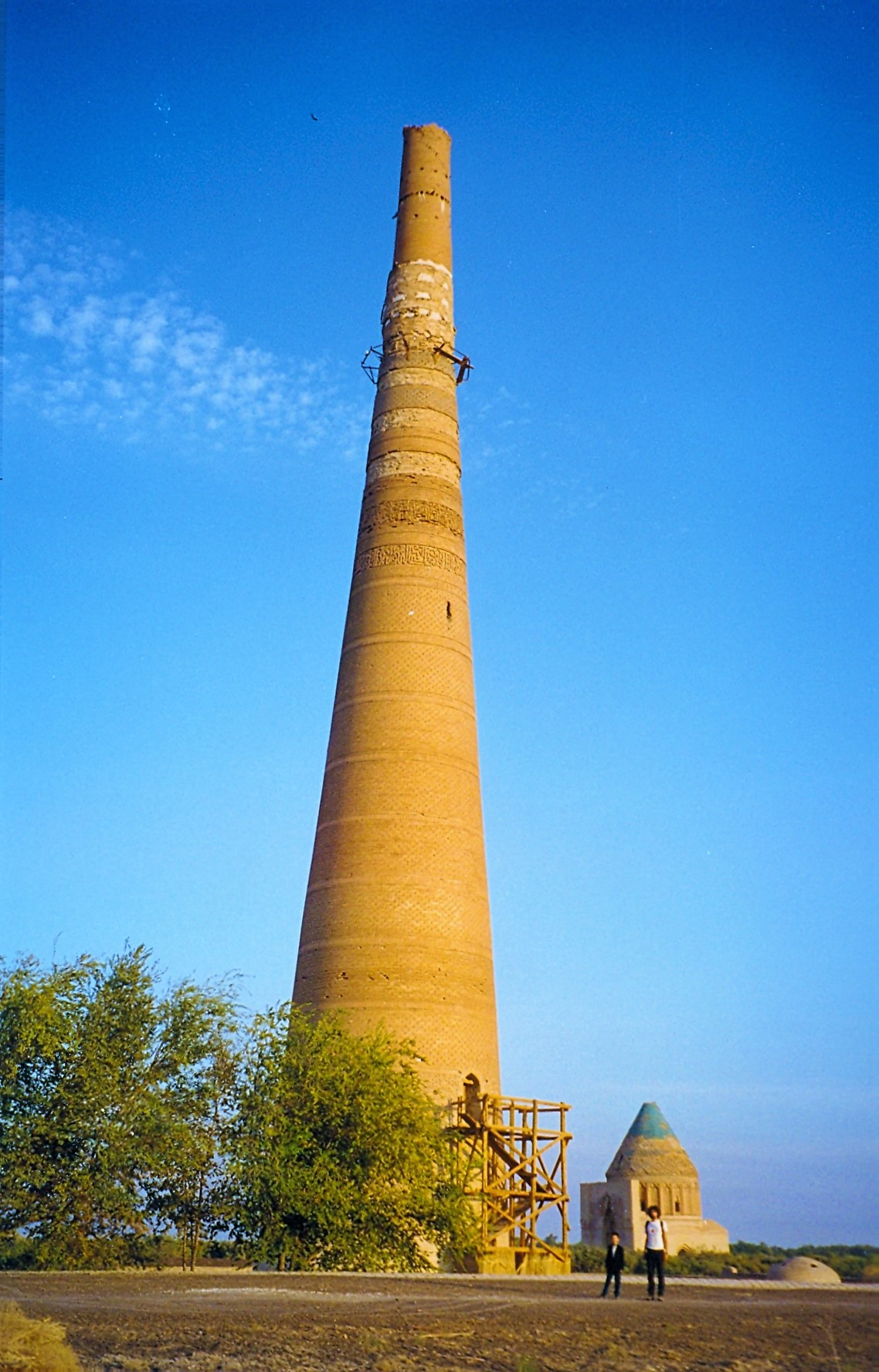
クフナ・ウルゲンチのミナレット

ホラズム・シャー朝のスルターン・アラーウッディーン・ムハンマドの子として生まれる。伝記によれば彼の母はインドの出身であり、そのために黒みがかった肌をしていたという。
ヒジュラ暦614年（西暦1217年 - 1218年）にアラーウッディーンが行ったバグダード遠征の後、旧ゴール朝領のガズナ、バーミヤーン、ゴールなど、現在のイラン東部からアフガニスタンにかけての地域を領地として与えられた。
1219年初頭、メルキト族の残党とそれを追うモンゴル軍の一隊がホラズム・シャー朝の領土に侵入する事件が起きる。アラーウッディーンは二つの軍を討つべく進軍し、ジャラールッディーンは一軍を率いて父に従軍した。ホラズム軍が両軍と接触する前に、メルキト族はチュー河畔にてモンゴル軍によって壊滅させられており、ホラズム軍と接触したモンゴル軍からは友好の意思が示され、彼らより戦利品の一部が贈られた。それにも関わらずアラーウッディーンはモンゴル軍に戦いを挑み、ジャラールッディーンはホラズム軍の右翼を率いてモンゴル軍を破った。他方、アラーウッディーンの指揮する中軍は壊滅の危機に陥っており、ジャラールッディーンは父の救援に駆けつけて奮戦し、両軍は明確な決着がつかないまま軍を引いた。この「カラ・クムの戦い」において、モンゴル側はホラズム軍の実力を見極めて自信を深め、逆にホラズム側は野戦におけるモンゴル軍の恐ろしさを思い知り、以後の両国の戦略に多大な影響を与えたと評されている。

### モンゴル帝国の侵入

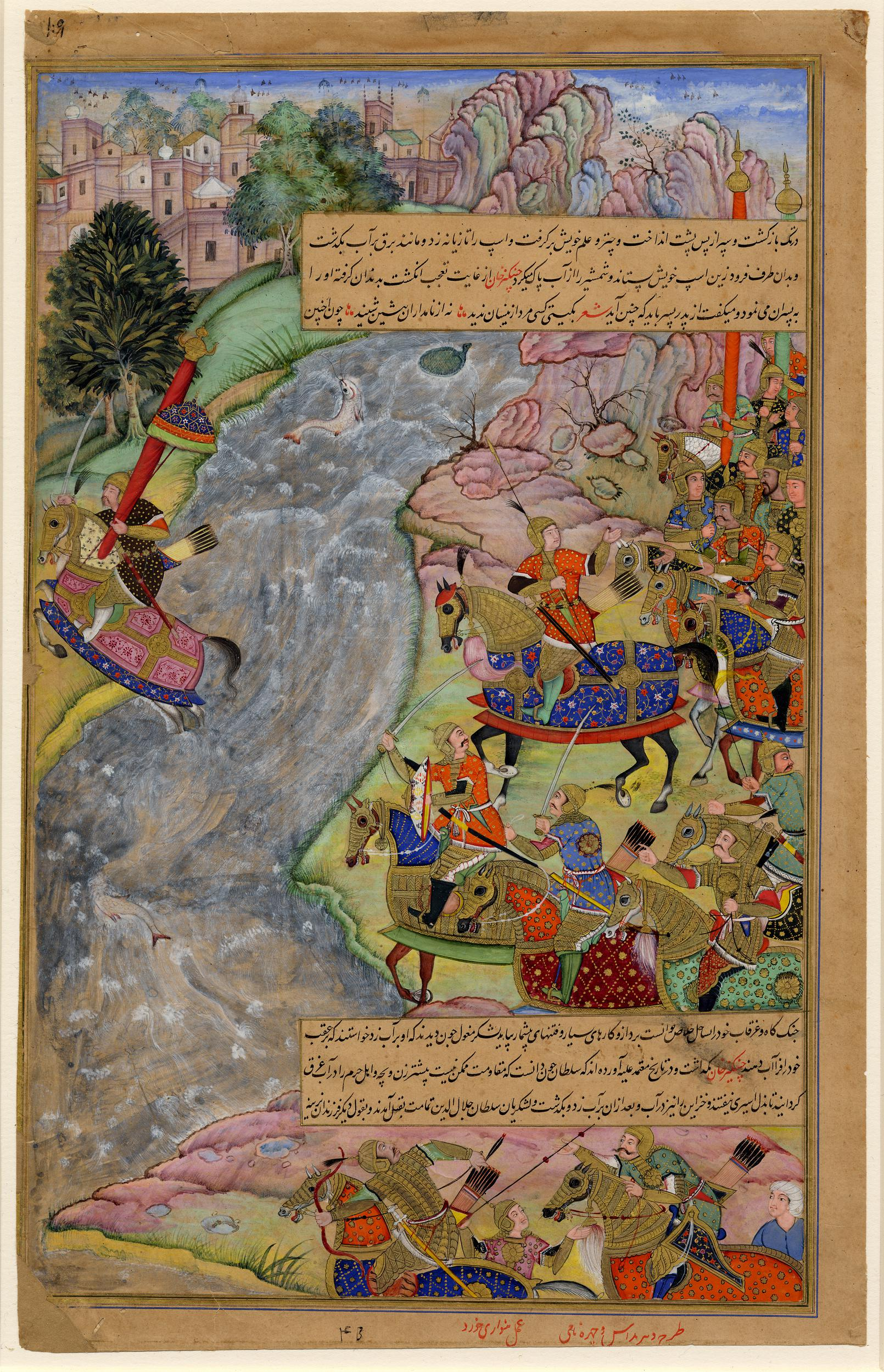
インダス河畔の戦いでのジャラールッディーンの渡河

1219年秋よりモンゴル帝国のホラズム・シャー朝への攻撃が開始されると、アラーウッディーンはトランスオクシアナを放棄して逃亡する（モンゴルのホラズム・シャー朝征服）。この時にジャラールッディーンは退却に反対し、自分に軍を預けるよう説いたが、アラーウッディーンは彼の切望を容れなかった。
アラーウッディーンがモンゴル軍の攻撃を避けてカスピ海の小島アバスクン島に逃れた時、ジャラールッディーンも弟のウズラグ・シャー、アークシャーと共にアバスクン島に落ち延びた。モンゴルの攻撃が始まる前にホラズム・シャー朝の皇太子に指名されていたのは末弟のウズラグ・シャーであったが、病床にあったアラーウッディーンはジャラールッディーンが国を救える人物であるとして、ウズラグ・シャーに代わって彼を後継者に指名した。父が病死した後にジャラールッディーンはウズラグ・シャーらと島を脱し、マンギスタウ半島を経て首都クフナ・ウルゲンチに帰還し、1221年にスルターンに即位した。彼の入城はクフナ・ウルゲンチの市民より歓迎を受けたが、ホラズム・シャー朝の軍隊の中心を成すカンクリ族の集団は、傀儡に適したウズラグ・シャーを擁立するため、ジャラールッディーンを殺害しようと企みを巡らせた。陰謀を察知した彼はただちにクフナ・ウルゲンチを脱し、モンゴル帝国の追撃を逃れた将校ティムール・メリクと合流した後、モンゴルの包囲網を破ってニシャプールに逃れた。
4日間のニシャプール滞在の後、1221年2月10日にニシャプールを発ち、モンゴル軍の追撃をかわして領地のガズナに辿り着いた。ジャラールッディーンの留守中、ホラズム・シャー朝の将軍たちがガズナの支配権を巡って争っていたが、ジャラールッディーンは彼らホラズムの人間とカンクリ族、加えてゴール人やトゥルクマーンなどの現地の民族を糾合して兵を集め、その数は60,000から70,000人にのぼった。同年春にワーリヤーンをモンゴル軍の包囲から救い、モンゴル軍司令官シギ・クトク率いる30,000のモンゴル軍をカーブル近郊のパルワーンで破って大勝を収める（パルワーンの戦い）。
しかし、パルワーンの戦いで得た戦利品の分配を巡って問題が起こる。カラジ族とトゥルクマーンの指導者であるサイフッディーン・アグラークやゴール人の指導者アザム・マリクら、ジャラールッディーンの裁定を不服とした一団が軍より離脱し、ホラズム軍の兵数は半減した。
シギ・クトク敗戦の報を受けたチンギス・カンは、中央アジアに駐留していた本軍を率いてアフガニスタンに急行し、チンギス・カンの接近を知ったジャラールッディーンは南に退却する。モンゴル軍はインダス河畔でジャラールッディーンに追い付き、包囲攻撃によってホラズム軍を壊滅に追い込んだ（インダス河畔の戦い）。ジャラールッディーンは700人の兵士を率いて数度の突撃を敢行するがモンゴルの包囲を突破できず、最後の突撃でモンゴル軍をひるませた後、鎧を脱いで乗馬もろともインダスの濁流に飛び込んだ。彼は盾を背負って旗を握った状態で馬に乗ってインダス川を渡り切り、河畔に着いたチンギス・カンは追撃を行おうとする兵士を止め、付き従う皇子たちに彼を模範とするように言った。彼に続いて川に飛び込んだホラズム兵の多くはモンゴル軍に射殺され、彼の家族は捕らえられ、男児は処刑された。

### インド滞在、中央アジアへの帰還
生き延びた少数の部下とともにインド北部のパンジャーブ地方に逃げ込んだジャラールッディーンが最初に行ったのは、物資を調達するための略奪だった。バラ・チェルビ、ドルベイ率いるモンゴルの追撃隊が接近していることを知ると、彼はさらにデリーに南下した。彼を見失ったバラ・チェルビ、ドルベイはシンド地方の王侯ナースィルッディーン・カバーチャの統治するムルターンを攻撃するが攻めあぐね、酷暑に耐えかねて中央アジアに戻っていった。
1222年にジャラールッディーンは奴隷王朝のスルターン・シャムスッディーン・イルトゥトゥミシュに保護を願い出るが丁重な断りを受け、パンジャーブに戻り、敵対していたカバーチャを攻撃する。しかし、イルトゥトゥミシュやカバーチャら北インドの諸勢力が連合するに及んで、部下の勧めによってペルシアへの帰還を決意した。部下の中には将軍ウズベクのようにモンゴルからの攻撃を避けるためにインドに留まるべきだと進言する者もいたが、彼はウズベクにインドの統治を任せ、3年の滞在を終えて帰国の途に就いた。
ジャラールッディーンがインドに逃れる前後に、ホラズム・シャー朝の都市の多くがモンゴルの手に落ち、ジャラールッディーンの兄弟たちのほとんどが戦死した。ジャラールッディーンに遅れてクフナ・ウルゲンチから脱出したウズラグ・シャーとアークシャーは逃走中に追撃を受けて戦死し、イラク方面を所領としていた兄弟のルクヌッディーンも6か月に及ぶ籠城戦の末に降伏を拒んで落命した。別の兄弟ギヤースッディーンはホラズム・シャー朝の君主としてイラク、ホラーサーン、マーザンダラーンを統治していたが、近隣の領主と対立しており、将兵たちの中にはジャラールッディーンの元に逃亡する者もいた。
1223年にジャラールッディーンの軍は、砂漠を横断してケルマーン地方に到着する。ケルマーンの領主バラク・ハージブ（ケルマーン・カラヒタイ朝の建国者）を帰順させ、シーラーズを統治していたアタベク政権のサルガル朝と婚姻関係を築いたが、いずれの勢力もギヤースッディーンと敵対していた。ギヤースッディーンの統治するイスファハーンに進軍し、将校たちの支持を受けてギヤースッディーンより支配者の地位を奪還した。ギヤースッディーンの一派、モンゴル侵入後の混乱期にイラク、ホラーサーン、マーザンダラーンで独立した領主たちがジャラールッディーンの元に出頭すると、彼らの行為に応じて赦免、あるいは懲罰を与え、彼の権威は領内に行き渡った。

### コーカサス、西アジア諸国との戦争
1224年から1225年にかけてジャラールッディーンはフジスタン（チグリス川下流近辺の地域）のアッバース朝領に侵入し、略奪とフジスタンの中心都市シューシュタルの包囲を行った。フジスタン侵入の後にバグダードに進軍するが、進軍に先立ってジャラールッディーンはダマスカス・アイユーブ朝の王侯アル＝ムアッザムにアッバース朝への攻撃を誘いかけた。書簡には、アッバース朝のカリフ・ナースィルがモンゴル軍を扇動してホラズム・シャー朝を攻撃させたことへの非難が書かれていたが、ムアッザムは攻撃要請には応じなかった。彼は単独で軍事行動を行わなければならなくなったが、寡兵をもって将校クシュ・ティムールが率いる20,000人のアッバース朝軍を破り、イラク北部のダクーカーを攻略した。アッバース朝の援軍要請に応じたイルビルの支配者ムザッファルの進軍を知ると、少数の兵士を引き連れて奇襲を行い、ムザッファルを捕虜とした。結局、バグダード攻撃は行われず、ジャラールッディーンは攻撃先をアゼルバイジャンへと変えた。
アゼルバイジャンへの行軍中に叔父ヤガン・タイシの軍を併合し、1225年にタブリーズを首都とするアタベク政権イルデニズ朝（イル・ドュグュズ朝、イルデギズ朝）を滅ぼした。イルデニズ朝の君主ムザッファル・ウッディーン・ユズベクの妻に占領地の統治を委任し、次いでキリスト教国であるグルジア王国の遠征に向かった。1225年から1226年3月にかけてのグルジア遠征は、タブリーズでの反乱鎮圧のために一時中断されたが、王国の首都ティフリスの占領に成功し、ジャラールッディーンはイスラム世界の防衛者として名を上げた。アイユーブ朝の王侯アル＝アシュラフが統治するアフラート（ヒラート）に進軍するが、アフラート到着の直後にケルマーンのバラクが反乱を企てている報告を受け、急いでケルマーンに引き返した。ジャラールッディーンの進軍を知ったバラクは改めて臣従の意思を示し、ジャラールッディーンもバラクに許しを与えた。バラクの反乱後は城砦に立て籠もったグルジア王国の残兵とホラズム軍の略奪を嫌うアゼルバイジャンの住民の抵抗に手を焼き、アフラートの攻略は不首尾に終わる。そして、ホラズム・シャー朝の東部にモンゴルの大軍が現れる。
開戦の前、ギヤースッディーンが怨恨のために軍隊を率いて離反する事件が起きるが、ジャラールッディーンは不測の事態に動じなかった。1227年8月26日にイスファハーンの城外でモンゴル軍を迎え撃ち、モンゴル軍の左翼を敗走させるが、勝利後に再度行った突撃はモンゴル軍の伏兵によって阻まれ、ホラズム軍は潰走する。勝利したモンゴル軍の被害も大きく、彼らはイスファハーンへの攻撃を行わずに退却したが、ジャラールッディーンの行方は知れず、廷臣やイスファハーンの市民の中には彼が死んだと考える者もいた。ジャラールッディーンに代わる君主が擁立される直前、彼は民衆の前に姿を現し、彼の姿を見た群衆は歓喜に沸いたという。
一方、コーカサス地方ではジャラールッディーンに対抗するべく、グルジア人、キプチャク人、アラン人などの民族が連合を組んでアッラーン地方の北部に集結しており、その兵力は40,000人に及んだ。ホラズム軍の兵力は連合軍に劣るものであったが、ジャラールッディーンは宰相シャラフ・アル＝ムルクの兵糧攻めに持ち込むべきだという提案を却下し、正面から衝突した。連合軍のうち20,000を占めるキプチャク人に対しては、かつて彼らがホラズム軍の捕虜となった時に、ジャラールッディーンが彼らの助命を嘆願した恩を説いて撤退させ、グルジアには両軍の戦士による一騎討ちを提案した。翌日行われた試合ではジャラールッディーン自らが5人のグルジア兵を討ち、その余勢を駆ってグルジア軍に勝利した。

### アナトリアでの敗北、最期
コーカサスの連合軍に勝利した後、1229年7月よりジャラールッディーンは第二次アフラート包囲を開始する。アフラート攻略中にアーミド（現在のディヤルバクル）のアルトゥク朝、エルゼルムなどのアナトリア東部の領主から臣従の誓いを受け、アッバース朝のカリフ・ムスタンスィルと講和し、ペルシア王の地位とシャーハンシャーの称号を認められる。6か月の包囲の末にアフラートを占領し、欠乏した物資を補うために市内を略奪した。アフラート包囲の最中、ジャラールッディーンはルーム・セルジューク朝のスルターン・カイクバード1世に使者を送り、東西の非イスラム勢力に対抗するための同盟を結ぶことを提案する。しかし、締結の条件とエルゼルムの帰属を巡って交渉は決裂し、カイクバード1世はアフラートのアシュラフと同盟を結んだ。
カイクバード1世とアシュラフの連合軍がアフラートに進軍すると、ジャラールッディーンはエルゼルムの領主ルクヌッディーン・ジハーンシャーと共に彼らを迎え撃った。ホラズム軍の兵士は各地に分散していたため十分な数が集まっていなかったが、なおも進軍を止めなかった。1230年8月にエルズィンジャン近郊のヤッス・チメンで20,000のルーム・セルジューク朝＝アイユーブ朝連合軍と交戦するが、ホラズム軍は大敗を喫する。ジャラールッディーンはカイクバード1世、アシュラフと講和するが、配下の将校は彼を見限り、勢力を減退させる。さらに、モンゴル帝国の大ハーン、オゴデイが派遣した追討軍がイラクに迫った。
ムーガーン平原の戦いでチョルマグンが率いるモンゴル軍に敗れたジャラールッディーンはカパンに逃れ、アシュラフに連合の結成を説いた。また、ホラズム軍の敗戦はタブリーズなどのアゼルバイジャン各地の都市に反乱を招いた。この危機的状況の中、書記のムハンマド・アン＝ナサウィーの尽力でアゼルバイジャンのトゥルクマーン人がホラズム軍の傘下に入り、密かに反乱を企てていたシャラフ・アル＝ムルクが誅殺された。アシュラフらアイユーブ朝の王侯が同盟の要請を拒絶したため、一度は物資と資金が蓄えられているイスファハーンに戻ることを企てたが、アルトゥク朝の招きに応じてアーミドに向かった。しかし、マイヤーファーリキーン（現在のシルワーン）でモンゴル軍の奇襲を受けて従者の大部分を失い、追手を退けて辛うじて山地に逃亡した。山中で地元のクルド人に捕らえられ、殺害されかけるが身分を明らかにして褒賞を約束し、一度は危機を乗り切った。しかし、クルド人の集落に拘束された時、ホラズム軍に怨恨を持つ別のクルド人によって刺殺され、生涯を終える。

## 死後の影響

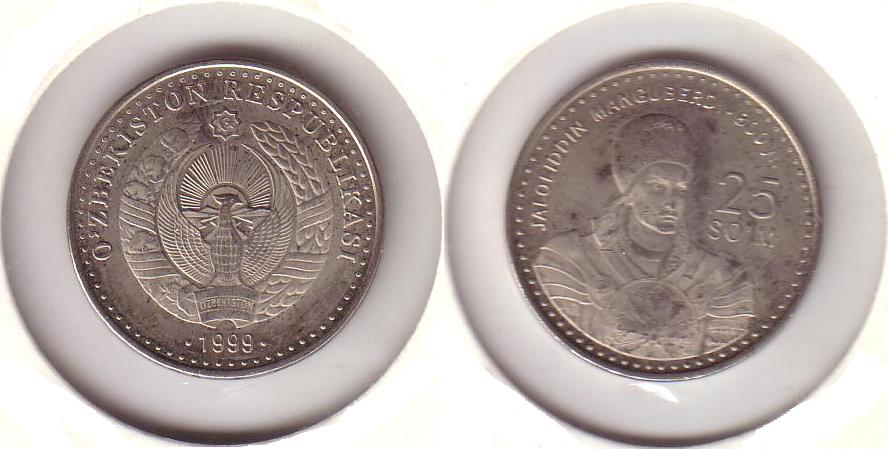
ウズベキスタンの25スム硬貨に刻まれたジャラールッディーン像

死後、イルビルのムザッファルによって遺骨と遺品が探し出され、陵墓に埋葬された。モンゴルに対して抗戦したジャラールッディーンの死を信じようとしないものも多く、殺害された直後にはアナトリア東部でジャラールッディーンが再起を図る噂が流れた。死後数年の後も彼を目撃した噂が流れ、特に彼が生前統治していたペルシア地方において多く聞かれた。ジャラールッディーンの名を称する者もたびたび現れたが、彼らはモンゴル軍に引き渡され処刑された

## 伝記
書記のシハーブッディーン・ムハンマド・アン＝ナサウィーが記した伝記が現存する。彼はジャラールッディーンがインドから帰国した直後に仕官し、マイヤーファーリキーンの夜襲に至るまで仕えた。モンゴル軍の襲撃から生き延びたムハンマド・アン＝ナサウィーはアナトリア東部を放浪した後、イブン・アスィールの著書『完史』に感銘を受けて、1241年よりジャラールッディーンの伝記の執筆に取り掛かった。全108章から成る伝記はアラーウッディーン・ムハンマドの治世末期からジャラールッディーンの最期までが記され、1891年から1892年にかけてフランス語による訳注が出版された。